# Pouzolles
Pouzolles település Franciaországban, Hérault megyében. Lakosainak száma 1214 fő (2022. január 1.). Pouzolles Roujan, Margon, Abeilhan, Coulobres, Puissalicon, Magalas és Gabian községekkel határos.

## Népesség
A település népességének változása:
| Lakosok száma | 855  | 765  | 762  | 1017 | 1122 | 1151 | 1171 | 1172 | 1173 | 1214 |
|               | 1968 | 1982 | 1990 | 2006 | 2013 | 2015 | 2017 | 2019 | 2020 | 2022 |